# Шаповал, Никита Ефимович
Ники́та Ефи́мович Шапова́л (укр. Микита Юхимович Шаповал; 26 мая [8 июня] 1882, Серебрянка, Екатеринославская губерния — 25 февраля 1932, Ржевнице, Чехия) — украинский политический и общественный деятель, публицист, социолог, поэт, по специальности лесник. Член Центральной рады. Брат Николая Шаповала.

## Биография
Родился в селе Серебрянка Бахмутского уезда Екатеринославской губернии (ныне Бахмутский район Донецкой области) в семье отставного унтер-офицера, сельского батрака Ефима Алексеевича и Натальи Яковлевны Шаповаловых.
С 1901 года член Революционной украинской партии (РУП), издатель и соредактор журнала «Украинская хата» (1909—1914), один из организаторов и лидеров УПСР и член её ЦК, председатель Всеукраинского Лесного Союза, член Центральной и Малой рады (1917—1918), министр почт и телеграфа в правительстве В. Винниченко (после 3-го Универсала), соавтор 4 Универсала, комиссар Киевского уезда, генеральный секретарь, впоследствии председатель Украинского национального союза (14.11.1918 — январь 1919), соорганизатор противогетманского восстания (1918), министр земледелия в правительстве В. Чеховского при Директории (декабрь 1918 — февраль 1919) с февраля 1919 года в Галиции, где правительство Западно-Украинской Народной Республики из-за его социалистической демагогии и подстрекательства к государственному перевороту не дало ему разрешения на пребывание.
Впоследствии в эмиграции — секретарь дипломатической миссии УНР в Будапеште (1919—1920), затем в Праге, где, пользуясь поддержкой Т. Масарика, развил оживлённую общественно-политическую и культурную деятельность: стал главой Украинского Общественного Комитета (1921—1925), сооснователем украинских вузов в Праге: Украинской хозяйственной академии в Подебрадах, украинского Высокого Педагогического Института им. Драгоманова, организатор Всеукраинского Рабочего Союза в Чехословакии, председатель Украинского социологического института в Праге, издатель и редактор месячника «Новая Украина» (1922—1928). С середины августа 1922 года возглавил филиал Лиги Наций в Калише. После 4 съезда УПСР (12.5.1918) принадлежал к фракции «центрального течения», в эмиграции возглавлял УПСР и осуждал деятельность её «зарубежной делегации» в Вене; был в оппозиции и остро боролся против Правительства Украинской Народной Республики в изгнании.
Умер в Ржевнице (недалеко от Праги) и там похоронен.

## Творчество
Шаповал — автор около 60 публицистических трудов: «Революционный социализм на Украине» (1921), «Деревня и город» (1926), «Масарик как социолог» (также на немецком и чешском языках), «Старая и новая Украина» (1926), «Межнациональное положение украинского народа» (1934), «Великая революция и украинская освободительная программа» (1928), «Ляхомания» (1931), «Дневник» (2 части, 1958), «Схема жизнеописания» (1956), «Гетманщина и Директория» (1958). Как писатель (под псевдонимом М. Сриблянский и М. Бутенко) опубликовал сборник стихов: «Сны веры» (1908), «Одиночество» (1910), очерки «Жертвы общественного равнодушия» (1910), «Шевченко и самостоятельность Украины» (1917), «Листки из леса» (1918).

### Поэтические произведения
- Шаповал М. Стихи//Украинская Муза: Поэтическая антология / Под ред. А. Коваленко. — М., 1908. — Вып. 12. — С. 1186—1196.
- Шаповал М. Стихи//Уроки правды и добра / Сост. и автор биогр. очерков В. Олефиренко. — Донецк: Донбасс, 2001. — С. 29-39.
- Шаповал М. Стихи//Украинская хата: Стихи. — К.: Молодь, 1990. — С. 240—248.

### Труды по социологии и политологии
- Шаповал М. Общая социология. — К.: Украинский центр духовной культуры, 1996. — 368 с.
- Шаповал М. Ляхомания. Наш век. Социально-политический очерк. — Прага: Свободный Союз, 1931. — 287 с.
- Шаповал М. Старая и новая Украина. Письма в Америку. — Нью-Йорк, 1925. — 32 с.
- Шаповал М. Путь освобождения. Общественно-политические очерки. — Прага — Берлин: Новая Украина, 1923. — 70 с.
- Шаповал М. Схема жизнеописания (автобиографический эскиз) / Сост. С. Зеркаль. — Нью-Йорк, 1956.
- Шаповал М. На смерть тирана / Прага, 1924.

## Память
- Памятник и музей на малой родине — в с. Серебрянка Артемовского района, Донецкая область.
- Конференция по случаю 125-летия со дня рождения, 5 апреля 2007. — Донецк, Донецкий вестник Научного общества имени Шевченко.